# Arianna Sighel
Arianna Sighel (Trente, 2 september 1996) is een shorttracker uit Italië.
Op de Olympische Jeugdwinterspelen in 2012 reed ze drie afstanden, op de 1000 meter werd ze vijfde.
Op de Europese kampioenschappen shorttrack 2021 reed ze in de aflossing, en eindigde met het Italiaanse team op de derde plaats voor een bronzen medaille. Ook op de wereldkampioenschappen shorttrack 2021 behaalde het Italiaanse aflossingsteam de bronzen plak.

## Records
| Afstand    | Tijd     | Datum            | Baan           |
| ---------- | -------- | ---------------- | -------------- |
| 500 meter  | 44.630   | 12 januari 2019  | Dordrecht      |
| 1000 meter | 1:29.688 | 1 november 2019  | Salt Lake City |
| 1500 meter | 2:19.945 | 2 november 2019  | Salt Lake City |
| 3000 meter | 5:42.619 | 24 februari 2019 | Courmayeur     |

bron

## Privé
Arianna Sighel is de dochter van Roberto Sighel en de zus van Pietro Sighel.